# Theodor Axenfeld (Diplomat)
Theodor Axenfeld (* 26. Dezember 1905 in Betzdorf; † n. E.) war ein deutscher Diplomat.
Er war der Sohn des Pfarrers Gottfried Axenfeld. Er studierte Volkswirtschaft in Berlin und war danach 12 Jahre als Kaufmann an der afrikanischen Westküste tätig. Nach dem Zweiten Weltkrieg war er bei der Landesregierung Rheinland-Pfalz tätig. 
Von 1960 bis 1963 war er Botschafter in der Elfenbeinküste und gleichzeitig von 1960 bis 1962 in Dahomey (seit Ende 1975 Benin) sowie auch in Obervolta (seit 1984 Burkina Faso) akkreditiert. Von 1969 bis 1970 war er Botschafter in Nigeria.

## Quelle
- Bulletin des Presse- und Informationsamtes der Bundesregierung, Deutscher Bundes-Verlag, 1968
- Wer ist wer?: Das deutsche Who's who, Band 16, Arani, 1970